# FC Foresta Fălticeni
FC Foresta Fălticeni, echipă cunoscută și sub numele de Foresta Fălticeni, a fost un club de fotbal care a jucat în Fălticeni, Suceava, România. Fondată în 1954 ca Avântul Fălticeni și ulterior dizolvată în 2003.

## Istoric
Clubul a fost înființat în 1954 la Fălticeni sub denumirea de Avântul Fălticeni.
Foresta a fost prima echipă care a reprezentat Divizia C care a jucat într-o finală de Cupa României care a fost pierdută cu 0–6 împotriva Steaua București la sfârșitul sezonuli 1966–67.
Cea mai mare performanță în Cupa României a fost în sezonul 1966-1967, când în Divizia C fiind, ajunge până în finală, pierzând împotriva echipei Steaua.  Traseul a fost următorul : 
- șaisprezecimi: 05.03.1967, Fălticeni, 1-0 cu Steagul Roșu Brașov;
- optimi: 05.04.1967, Ploiești , 0-0 Cu FC Poli Timișoara; s-a calificat deoarece avea lotul mai tânăr; nu exista regula penalty-urilor de departajare, iar regula rejucării se aplica doar în finală; în caz de egalitate după 120 de minute, arbitrul aduna vârstele jucătorilor iar echipa care avea suma vârstelor mai mică se califica mai departe;
- sferturi: 03.05.1967, Suceava , 1-1 cu FC Politehnica Iași după prelungiri, s-a calificat deoarece avea lotul mai tânăr;
- semifinale: 28.06.1967, Bacău , 1-0 cu FC Rapid București;
- finala: 02.07.1967, București, stadion Republicii, 0-6 (0-4) cu FC Steaua București.

## Denumiri
| Nume               | Perioada  |
| ------------------ | --------- |
| Avântul Fălticeni  | 1954–1956 |
| Recolta Fălticeni  | 1956      |
| Energia Fălticeni  | 1957      |
| Foresta Fălticeni  | 1957–1982 |
| Chimia Fălticeni   | 1982–1988 |
| Foresta Fălticeni  | 1988–1997 |
| NC Foresta Suceava | 1997–2002 |
| Foresta Fălticeni  | 2003      |

## Palmares
Liga I:
- Campioni (0):, Cea mai bună clasare: 13 (2000–01)

Liga a II-a:
- Campioni (2): 1996–97, 1999–00
- Vice-campioni (1): 1995–96

Liga III:
- Campioni (5): 1956, 1973–74, 1982–83, 1988–89, 1994–95
- Vice-campioni (3): 1968–69, 1979–80, 1980–81

Cupa României:
- Campioni (0):
- Vice-campioni (1): 1966–67

## Jucători importanți
- Benone Dohot
- Iulian Miu
- Angelo Alistar
- Eugen Nae
- Constantin Ciubotaru
- Gheorghe Eugen
- Gheorghe Pantazi
- Daniel Bălan
- Dorel Bernard
- Aristică Cioabă
- Ovidiu Ciobanu
- Gheorghe Goian
- Dorin Goian
- Eduard Ciubotaru
- Mircea Minescu
- Dumitru Vizitiu
- Cristian Șchiopu
- Robert Ilyeș
- Remus Marta
- Dorin Semeghin
- Mihai Botan
- Sergiu Brujan
- Robert Dani
- Mihai Baicu
- Giani Căpușă
- Éric Fannis
- Dumitru Gavrile
- Mihăiță Szekely
- Sergiu Sava
- Mihai Cîmpanu
- Gabriel Baciu
- Cristian Antoniu
- Vasile Alexandru
- Pavel Dumitru
- Alexandru Gheorghe
- Adrian Bondoc
- Constantin Luca
- Liviu Ciubotaru
- Carol Lichenstein
- Mihai Drăgoi
- Marin Dinu
- Nicolae Stamate
- Robert Niță
- Marius Păcurar
- Adrian Dobrea

## Antrenori importanți
| - Ionel Iuga (2000-2002) - Nicolae Babeti - Vasile Florea - Nicolae Constantin - Cristian Antoniu - Cornel Anton | - Ion Buzoianu - Constantin Jamaischi - Marin Barbu - Mircea Crainiciuc - Petre Gigiu - Marian Bondrea - Eugen Octav Huțu |  |